# Пію андійський
Пію андійський (Synallaxis azarae) — вид горобцеподібних птахів родини горнерових (Furnariidae). Мешкає в Андах. Вид названий на честь іспанського натураліста Фелікса де Азари.

## Опис
Довжина птаха становить 15-18 см, вага 12-18 г. Забарвлення переважно оливково-буре, лоб коричнюватий, тім'я, крила і хвіст руді. Горло чорне з білою плямкою. Забарвлення обличчя і нижньої частини тіла варіюється від чірого (у представників південних підвидів) до білуватого (у представників північних підвидів). Представники підвидів S. a. samaipatae і S. a. superciliosa мають жовті брови і світлішу нижню частину тіла.

## Підвиди
Виділяють дев'ять підвидів:
- S. a. elegantior Sclater, PL, 1862 — Східний хребет колумбійських Анд і Кордильєра-де-Мерида на заході Венесуели (;
- S. a. media Chapman, 1914 — Західний і Центральний хребти Анд в Колумбії та Еквадорі (на південь до Котопахі на заході та до Самора-Чинчипе на сході), також, можливо, на крайньому північному сході Кахамарки в Перу;
- S. a. ochracea Zimmer, JT, 1936 — південно-західний Еквадор (на південь від Гуаясо і Чимборасо) і північно-західне Перу (Тумбес, П'юра, Ламбаєке);
- S. a. fruticicola Taczanowski, 1880 — долина річки Мараньйон на півночі Перу;
- S. a. infumata Zimmer, JT, 1925 — центральне і південне Перу (від Амазонаса на південь до Хуніна);
- S. a. urubambae Zimmer, JT, 1935 — південне Перу (Куско);
- S. a. azarae d'Orbigny, 1835 — південне Перу (Пуно), північна і центральна Болівія;
- S. a. samaipatae Bond, J & Meyer de Schauensee, 1941 — південь болівійських Анд;
- S. a. superciliosa Cabanis, 1883 — Анди на північному заході Аргентини (від Жужуя на південь до Катамарки).

## Поширення і екологія
Андійські пію мешкають у Венесуелі, Колумбії, Еквадорі, Перу, Болівії і Аргентині. Вони живуть в підліску гірських тропічних лісів, на узліссях, у високогірних чагарникових заростях і на гірських луках. Зустрічаються переважно на висоті від 1500 до 3500 м над рівнем моря на півночі та на висоті від 600 до 1500 м над рівнем моря на півдні.